# Бланшру
Бланшру (фр. Blancherupt) насеље је и општина у источној Француској у региону Алзас, у департману Доња Рајна која припада префектури Молсхајм.
По подацима из 2011. године у општини је живело 38 становника, а густина насељености је износила 14,34 становника/km². Општина се простире на површини од 2,65 km². Налази се на средњој надморској висини од 538 метара (максималној 730 m, а минималној 440 m).

## Демографија
| 1962. | 1968. | 1975. | 1982. | 1990. | 1999. | 2011. |
| ----- | ----- | ----- | ----- | ----- | ----- | ----- |
| 25    | 36    | 31    | 32    | 30    | 31    | 38    |

График промене броја становника у току последњих година